# Dreiherrnspitze
Dreiherrnspitze (italiensk: Picco dei Tre Signori), er et 3499 meter højt bjerg i trekanten mellem de østrigske delstater Salzburg, Tyrol, og den italienske region Sydtyrol. Det er en del af Venedigergruppen i bjergkæden Hohe Tauern i Centralalperne og Alpernes hovedkam.
Toppen er kendetegnet ved sine stejle klippevæge mod nordøst, omgivet af mange gletsjere. Den første bestigning var 2. november 1866 af Balthasar Ploner, M. Dorer og I. Feldner.
Dreiherrnspitze forgrener sig sydvest for Rosshufkamm. Den østlige er hovedtoppen, og med vest ligger en top i 3.418 meters højde. Grænsen løber over begge målepunkter. Den østrigske side ligger i Nationalpark Hohe Tauern og den italienske del af bjerget er beskyttet i Naturpark Rieserferner-Ahrn.

## Vandskel
Bjerget er også et vandskel, hvorfra vandet løber til tre forskellige flodsystemer: Mod nord løber vandet til Salzach og videre til floden Inn, mod sydøst via Isel til Drau og mod vest via Ahr og Rienz til Etsch. Inn og Drau løber via Donau til Sortehavet og Etsch løber til Middelhavet. Alpernes hovedkam og Donau-Etsch-vandskellet går fra Monte Forcola over Reschenpasset og Brenner til Dreiherrnspitze. Herfra til Wien afvandes hovedkammen, som adskiller de nordlige og sydlige skråninger af Alperne, på begge sider til Donau. Denne højderyg løber langs Drava-Inn-vandskellet til Faulkogel. Donau-Etsch-vandskellet løber derefter fra Dreiherrnspitze mod syd til Tre Cime di Lavaredo (Lavaredos tre tinder) i Italien.

## Navnet
I det 16. århundrede blev toppen kaldt Dreyerherrenspitz, til 1873 også Dreiländer, da stedet var underlagt grevskaberne i Tyrol, Görz, samt biskoppen i Salzburg.